# Frederik van Sleeswijk-Holstein-Sonderburg-Glücksburg
Frederik van Sleeswijk-Holstein-Sonderburg-Glücksburg (Glücksburg, 1 april 1701 - aldaar, 11 november 1766) was van 1729 tot aan zijn dood hertog van Sleeswijk-Holstein-Sonderburg-Glücksburg. Hij behoorde tot het huis Sleeswijk-Holstein-Sonderburg-Glücksburg. 

## Levensloop
Frederik was de oudste zoon van hertog Filips Ernst van Sleeswijk-Holstein-Sonderburg-Glücksburg en diens eerste echtgenote Christina, dochter van hertog Christiaan van Saksen-Eisenberg.
Frederik was al vanaf zijn jeugd voorbestemd voor een militaire loopbaan. In september 1716 werd hij op vijftienjarige leeftijd hauptmann van de lijfgarde van de Deense koningin en in december 1717 werd hij benoemd tot hauptmann van de lijfgarde te voet en compagniechef. Tussen 1719 en 1724 ondernam hij een grand tour door Italië, het Heilige Roomse Rijk en de Republiek der Zeven Verenigde Nederlanden. Nog voor hij deze volledig beëindigd had, werd Frederik in maart 1723 benoemd tot luitenant-kolonel in het lijfregiment van de Deense koning. In juni 1725 ontving hij een eigen compagnie en pas in december 1728 werd hij effectief luitenant-kolonel. Hij gaf deze functie op in 1729, toen Frederik zijn vader opvolgde als hertog van Sleeswijk-Holstein-Sonderburg-Glücksburg. In deze functie verkocht hij in 1749 het eiland Aarø aan koning Frederik V van Denemarken.
In juni 1729 werd hij officier van het aan hem toegewezen Oldenburgse Regiment te voet en in juli 1736 werd hij door koning Christiaan VI van Denemarken benoemd tot lid van de Orde van de Olifant. Na enige jaren promoveerde hij tot generaal-majoor, in oktober 1749 werd hij luitenant-generaal en in maart 1758 werd hij generaal van de infanterie. In 1760 nam hij ontslag uit het Oldenburgse Regiment en in maart 1766 beëindigde hij zijn militaire loopbaan. 
In november 1766 stierf Frederik op 65-jarige leeftijd, na een korte ziekte.

## Huwelijk en nakomelingen
Op 19 juni 1745 huwde hij met Henriëtte Augusta (1725-1777), dochter van graaf Simon Hendrik Adolf van Lippe-Detmold. Ze kregen vijf kinderen:
- Sophia Magdalena (1746-1810), abdis van het klooster van Wallöe op het eiland Seeland
- Frederik Hendrik Willem (1747-1779), hertog van Sleeswijk-Holstein-Sonderburg-Glücksburg
- Louise Charlotte (1749-1812), huwde in 1763 met vorst Karel George Lebrecht van Anhalt-Köthen
- Juliana Wilhelmina (1754-1823), huwde in 1776 met vorst Lodewijk Willem van Bentheim-Steinfurt
- Simon Lodewijk (1756-1760)